# 부킷브라운역

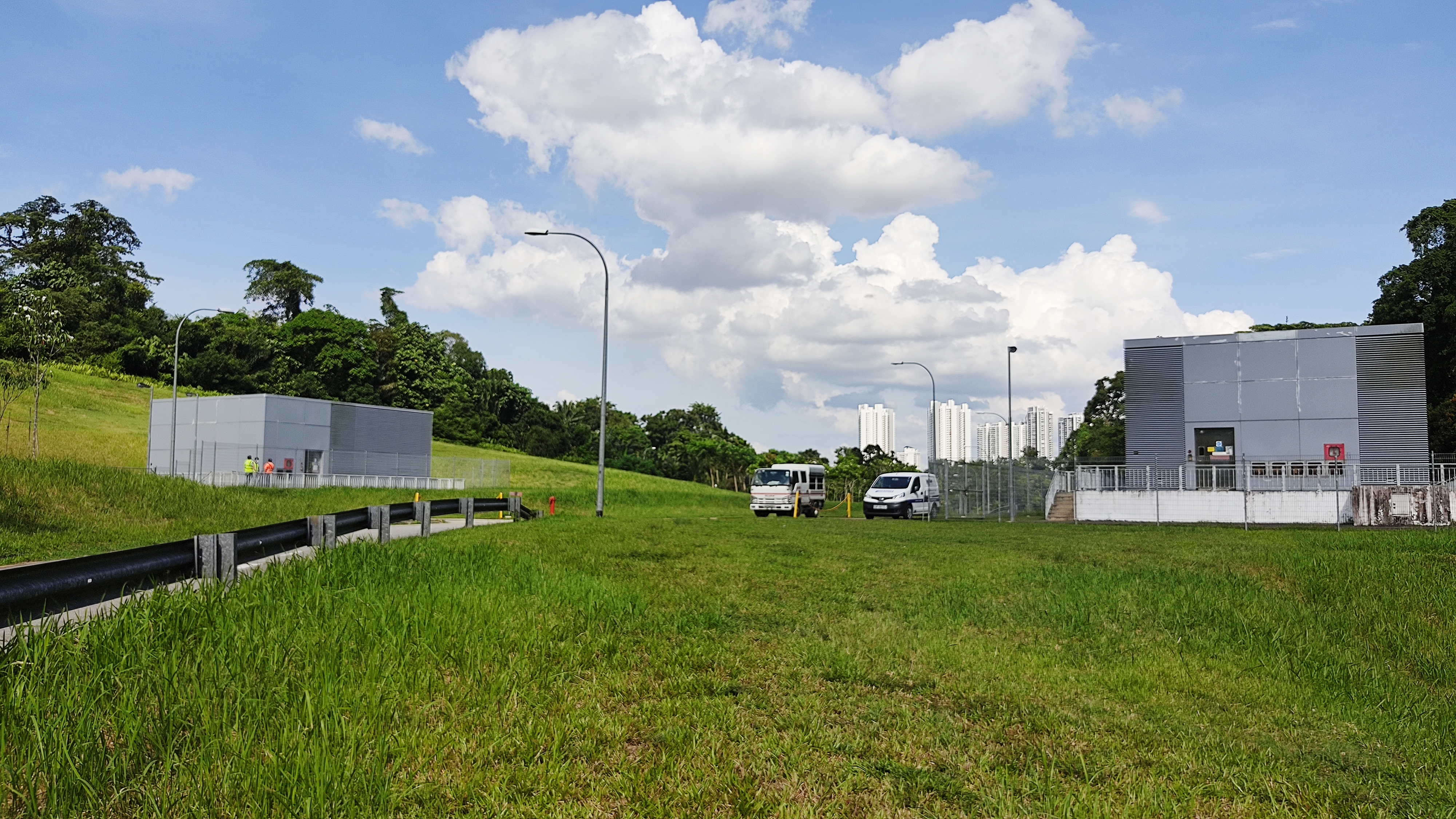

부킷브라운역(Bukit Brown MRT station)은 싱가포르 노베나(Novena) 계획 구역에 위치한 싱가포르 MRT 서클선(CCL)의 미래 지하 MRT(Mass Rapid Transit) 역이다. 2005년 11월 CCL 4, 5단계 17개 역과 함께 향후 개통 예정인 역으로 지정되었다고 발표되었다. 이 역은 향후 건설을 위한 구조적 조항이 설정되어 있지만 해당 지역의 개발 및 수요 부족으로 인해 현재 운영되지 않는다. 잘란 마슈호르(Jalan Mashhor)는 지상층에 있는 역 시설을 제공한다.

## 역사
역 이름은 역이 위치한 옛 부킷 브라운 묘지(Bukit Brown Cemetery)의 이름을 따서 지어졌다. 이 땅의 첫 번째 소유자인 조지 헨리 브라운(George Henry Brown)의 이름을 따서 명명된 이 묘지는 1922년부터 1973년까지 중국인 묘지로 사용되었다. 서클선은 2005년 11월에 발표되었으며 부킷브라운은 해당 지역에 충분한 수요가 있을 때 미래에 건설될 노선의 3개 '셸'(shell) 역 중 하나였다. 미래 역 건설을 촉진하기 위해 CCL 건설 중에 구조적 조항이 만들어졌다. 부킷브라운역의 고속철도 시스템 시설 건설 계약은 총 3억 9,159만 싱가포르달러(US$2억 3,168만)에 타이세이(Taisei Corporation)에 체결되었다.